# Ешланд (Вирџинија)
Ешланд (енгл. Ashland) град је у америчкој савезној држави Вирџинија. По попису становништва из 2010. у њему је живело 7.225 становника.

## Демографија
Према попису становништва из 2010. у граду је живело 7.225 становника, што је 606 (9,2%) становника више него 2000. године.
| Група             | 2000.         | 2010.         |
| Белци             | 4.895 (74,0%) | 5.002 (69,2%) |
| Афроамериканци    | 1.473 (22,3%) | 1.606 (22,2%) |
| Азијати           | 47 (0,7%)     | 84 (1,2%)     |
| Хиспаноамериканци | 115 (1,7%)    | 341 (4,7%)    |
| Укупно            | 6.619         | 7.225         |